# 毕焜
毕焜（1995年11月12日—），辽宁锦州人。中国男子帆船运动员，主攻帆板RS:X级项目，亚洲冠军，毕业于沈阳体育学院。2021年代表中国国家队参加在东京举办的2020年夏季奥林匹克运动会帆板RS:X级项目，获得铜牌。

## 个人经历
毕焜与2009年开始在沈阳辽宁省军事体育航海运动学校练习帆板项目，2013年后效力于海南帆船帆板队。并在同年6月参加了全国青少年帆板锦标赛，获得帆船RS:X级帆板男子甲组冠军。

## 成绩
2018年获得在雅加达举办的亚运会男子帆船RS:X级项目金牌和亚洲帆船锦标赛RS:X级项目冠军。
2018年参加在丹麦奥胡斯举办的世界帆船锦标赛上获得RS:X级项目第9名。
2020年获得在日本江之岛举办的世界杯分站赛中获得RS:X级项目第二名。
2021年获得东京奥运会RS:X级项目铜牌。

## 荣誉
2015年获得国家体育总局授予的国际级运动健将称号。
2019年中国帆船年度最佳男运动员奖。